# Dombeya burgessiae
Dombeya burgessiae là một loài thực vật có hoa trong họ Cẩm quỳ. Loài này được Gerrard ex Harv. & Sond. mô tả khoa học đầu tiên năm 1862.